# Трансвагон
Трансвагон — промышленное предприятие в городе Бургас.

## История
Предприятие было создано в 1890 году, когда после строительства железнодорожной линии Бургас - София в городе были построены железнодорожные мастерские, выполнявшие ремонт паровозов и железнодорожных вагонов. 
После прихода к власти правительства Отечественного фронта в сентябре 1944 года на базе железнодорожных мастерских был создан Бургасский вагоноремонтный завод (болг. Вагоноремонтен завод Бургас).
В 1949 году правительством страны был принят 1-й пятилетний план развития народного хозяйства на 1949 — 1953 годы, который предусматривал проведение электрификации и индустриализации, а также ускоренное развитие тяжёлой промышленности. В соответствии с планом, вагоноремонтный завод был преобразован в вагоностроительный завод, в 1951 году он изготовил первые железнодорожные вагоны болгарского производства.
В 1950-е — 1960-е годы завод разрабатывал и выпускал открытые и крытые товарные вагоны, в 1970-е годы разработал и освоил выпуск платформ, а с 1980-х годов начал производство думпкаров и специализированных вагонов (для перевозки зерна, химикатов, угля, железной руды и др.).
После смены правительства в 1989 году и перехода Болгарии к рыночной экономике государственное предприятие было преобразовано в акционерное общество и переименовано в "Трансвагон".
В 1999 году предприятие было приватизировано.
В 2001 году на выставке в Мюнхене завод представил образцы вагонов, построенных в соответствии со стандартами стран Евросоюза (товарный вагон типа "Falns" и вагон типа "Tamns").
По состоянию на 2005 год, завод входил в число ведущих предприятий города.

## Деятельность
Предприятие осуществляет строительство, ремонт и модернизацию железнодорожных вагонов для европейской колеи (1435 мм) и узкоколейных железных дорог (с шириной колеи 760 мм). Основной продукцией завода являются товарные вагоны, вагоны-цистерны, платформы и запасные части к железнодорожным вагонам.